# Silver Sable
Silver Sablinova, alias Silver Sable est une mercenaire évoluant dans l'univers Marvel de la maison d'édition Marvel Comics. Créé par le scénariste Tom DeFalco et les dessinateurs Ron Frenz et Josef Rubinstein, le personnage de fiction apparaît pour la première fois dans le comic book Amazing Spider-Man (vol. 1) #265 en juin 1985.
Silver Sable est également le titre d'une série de comic books centrée sur ce personnage.
Bien que parfois considérée comme une mercenaire légitime, les méthodes et motivations de Silver Sable l'ont parfois amenée en conflit avec certains super-héros. De temps en temps, elle est considérée comme une alliée de Spider-Man et d'autres héros.

## Biographie du personnage
La mercenaire Silver Sablinova est originaire de Symkarie (en) (Symkaria en VO), un petit état voisin de la Latvérie où le mercenariat est légal. Elle est aussi présidente de la société « Silver Sable International ». Sa mère fut tuée par des ennemis de son père, qui dirigeait un groupe chassant les nazis. Elle travaille avec son oncle Morty qui l'assiste en tant qu'officier de liaison et gestionnaire.
Une légende dit que ses cheveux auraient blanchi après avoir vu sa mère se faire assassiner. On sait qu'elle fut mariée à L'Étranger (en) (« Foreigner » en VO), mais le couple divorça très vite.
Elle rencontra pour la première fois Spider-Man alors qu'elle tentait de capturer le voleur Black Fox (en). Elle resta alliée au Tisseur, quand ce dernier dut affronter le Sinistre Syndicat (en). Elle le rejoignit, lui et Captain America, pour stopper les plans terroristes de Crâne rouge contre son pays.
Pendant le crossover Infinity War, elle assista au dîner diplomatique entre la Symkarie et la Latvérie, et fut presque assassinée par le Doppelgänger (en) ayant pris la place du Docteur Fatalis.
Elle recruta plusieurs super-héros pour l'aider au sein de son « Wild Pack (en) », comme le Paladin, le Chat, l'Homme-sable, Roller Skater (« Rocket Racer » en VO), etc.

## Pouvoirs, capacités et équipement
Silver Sable n'a aucun super-pouvoir. C'est une mercenaire aguerrie, tireuse d'élite et une stratège hors pair. Athlète extrêmement bien entraînée, notamment en gymnastique, elle est formée au combat au corps à corps et aux arts martiaux et est une bretteuse experte.
Elle parle couramment le symkarien, l’anglais, l’allemand, le français et possiblement d’autres langues. 
Elle porte un costume synthétique extensible imprégné d'une fine couche de kevlar. Elle a accès à une large gamme d'armement professionnel mais utilise principalement un pistolet Derringer, un katana et plusieurs « chaïs » (des projectiles tranchants en forme de croissant de lune) de sa propre conception, qu'elle conserve à divers emplacements de son uniforme.

## Parutions
- Amazing Spider-Man
- Silver Sable & The Wild Pack 1 à 35 de 1993 à 1995 par Gregory Wright & Steve Butler.
- Silver Sable #1-5
- Sable and Fortune #1-4, 2006 par Brendan Cahill, John Burns & Laurenn McCubbin.
- Deadpool : « Il faut sauver le soldat Wilson », 2010 par Duane Swierczynski et Jason Pearson.

## Apparitions dans d'autres médias

### Cinéma
En 2017, Sony Pictures annonce la production de deux films sur les ennemis de Spider-man, le premier sur Venom, le second sur la Chatte noire et Silver Sable. Le film, intitulé Silver & Black, sera écrit par Chris Yost et Lisa Joy, et réalisé par Gina Prince-Bythewood. En 2018, Sony annonce changer ses plans et faire deux films distincts pour les deux personnages, et Gina Prince-Bythewood ne reste que productrice.

### Télévision
- Spider-Man, l'homme-araignée (1994), voix de Silver Sable par Mira Furlan.
- Spider-Man : Les Nouvelles Aventures (2003), voix de Silver Sable par Virginia Madsen.
- Spectacular Spider-Man (2009), voix de Silver Sable par Nikki Cox.

### Jeux vidéo
- Ultimate Spider-Man (2005), voix de Silver Sable par Jennifer Hale.
- Spider-Man: Battle for New York (2006), voix par Jennifer Hale
- Spider-Man : Allié ou Ennemi (2007)
- The Punisher: No Mercy (2009)
- Spider-Man : Dimensions (2010)
- Spider-Man Unlimited (2014)
- Marvel's Spider-Man (2018)

Le personnage apparaît également dans le jeu pour téléphone mobile Marvel Avengers Academy (en) (2017), lors d'un événement autour de la série The Defenders.

## Personnages de la sérieSilver Sable

### LightBright
Lightbright est une super-héroïne apparue pour la première fois dans Silver Sable #16 en 1993. De son vrai nom Obax Majid, c'est une mutante qui peut voler et générer une puissante lumière qu'elle peut convertir en chaleur ou en rayon, calmant ceux qui la regardent.
Lightbright faisait partie des Bio-Genes, rebelles somaliens qui cherchaient à repousser l'armée américaine de leur pays pour le contrôler. Ils attaquèrent les mercenaires menés par Silver Sable jusqu'à l'interruption du combat par le Baron Von Strucker et l'HYDRA, intéressés par le contrôle de la Somalie. Battlestar risqua sa vie pour sauver Lightbright, et cette dernière se rangea du côté des mercenaires. Elle fut par la suite engagée par Silver Sable, sur recommandation de Battlestar.
Lightbright fut ensuite envoyée en mission en Bosnie pour lutter contre des terroristes affiliés à l'HYDRA. Quand elle refusa de signer le Superhuman Registration act (en), elle fut capturée par Iron Man, tout comme Lectronn. Elle fut libérée de la prison de la Zone négative par Captain America et les héros rebelles. On ignore depuis ses activités.